# Magdalena Stopa
Magdalena Stopa (ur. 1963) – polska dziennikarka, historyczka sztuki i publicystka.

## Życiorys
Publikowała między innymi w Rzeczpospolitej, Gazecie Wyborczej, Tygodniku Powszechnym i National Geographic. Dwukrotnie została uhonorowana dyplomami honorowymi Towarzystwa Przyjaciół Warszawy za najlepsze publikacje roku. W 2011 została wyróżniona Nagrodą Literacką m.st. Warszawy, zaś w 2013 Nagrodą im. Witolda Hulewicza. W 2016 została laureatką Nagrody Klio w kategorii varsaviana za książkę Przed wojną i pałacem.

## Wybrana bibliografia autorska
- Artystyczna Praga (Miasto Stołeczne Warszawa, Warszawa, 2008)
- Chleb po warszawsku (Veda, 2012; ISBN 978-83-61932-33-8)
- Jerzy Staniszkis: architekt (Salix alba, Warszawa, 2018, ISBN 978-83-942928-2-9)
- Julian Spitosław Kulski: Prezydent okupowanej walczącej Warszawy: Zapomniany bohater (Editions Spotkania, Warszawa, 2017, ISBN 978-83-7965-244-0)
- Kapliczki warszawskie (Dom Spotkań z Historią, Warszawa, 2011, ISBN 978-83-928248-6-2; wspólnie z Anną Beatą Bohdziewicz)
- Ostańce: kamienice warszawskie i ich mieszkańcy (Dom Spotkań z Historią, Warszawa, 2010, ISBN 978-83-62020-18-8; wspólnie z Janem Bryczyńskim)
- Ostańce: kamienice warszawskie i ich mieszkańcy. T. 2 (Dom Spotkań z Historią, Warszawa, 2011, ISBN 978-83-62020-42-3; wspólnie z Janem Bryczyńskim)
- Ostańce: kamienice warszawskie i ich mieszkańcy. T. 3 (Dom Spotkań z Historią, Warszawa, 2012, ISBN 978-83-62020-54-6; wspólnie z Janem Bryczyńskim)
- Przed wojną i pałacem (Dom Spotkań z Historią, Warszawa, 2015, ISBN 978-83-62020-73-7)
- Słodka Warszawa (Miasto Stołeczne Warszawa, Warszawa, 2009; ISBN 978-83-60830-25-3)